# Eric E. Westbury
Eric Ernest Westbury (Warwick, 11 giugno 1881 – Birmingham, 15 marzo 1939) è stato un compositore di scacchi britannico.
Compose principalmente problemi classici diretti, la maggior parte di matto in due mosse, ma anche problemi eterodossi, di aiutomatto e automatto. Ricevette numerosi premi in concorsi internazionali. 
Di professione agente immobiliare, compose alcuni lavori in collaborazione con altri problemisti, tra cui Arnoldo Ellerman e Jan Hartong. Buon giocatore a tavolino, partecipò a molti incontri a squadre con il club del Worcestershire. 
Era appassionato di musica e un ottimo pianista. Negli ultimi anni fu afflitto da problemi di salute. Morì nel 1939 al sanatorio di Ramsley Hill di Birmingham.
Sulla sua tomba a Erdington, nei pressi di Birmingham, è posta una grande scacchiera di marmo con la scritta:

## Problemi d'esempio
|   | a | b | c | d | e | f | g | h |   |
| 8 | b8 re del bianco · c7 cavallo del bianco · e7 torre del bianco · d6 alfiere del nero · g6 pedone del nero · h6 cavallo del nero · b5 pedone del nero · g5 pedone del nero · b4 torre del nero · f4 re del nero · g4 pedone del nero · b3 pedone del nero · e3 cavallo del bianco · e2 pedone del nero · h2 pedone del bianco · c1 donna del bianco · g1 cavallo del nero · h1 alfiere del bianco | b8 re del bianco · c7 cavallo del bianco · e7 torre del bianco · d6 alfiere del nero · g6 pedone del nero · h6 cavallo del nero · b5 pedone del nero · g5 pedone del nero · b4 torre del nero · f4 re del nero · g4 pedone del nero · b3 pedone del nero · e3 cavallo del bianco · e2 pedone del nero · h2 pedone del bianco · c1 donna del bianco · g1 cavallo del nero · h1 alfiere del bianco | b8 re del bianco · c7 cavallo del bianco · e7 torre del bianco · d6 alfiere del nero · g6 pedone del nero · h6 cavallo del nero · b5 pedone del nero · g5 pedone del nero · b4 torre del nero · f4 re del nero · g4 pedone del nero · b3 pedone del nero · e3 cavallo del bianco · e2 pedone del nero · h2 pedone del bianco · c1 donna del bianco · g1 cavallo del nero · h1 alfiere del bianco | b8 re del bianco · c7 cavallo del bianco · e7 torre del bianco · d6 alfiere del nero · g6 pedone del nero · h6 cavallo del nero · b5 pedone del nero · g5 pedone del nero · b4 torre del nero · f4 re del nero · g4 pedone del nero · b3 pedone del nero · e3 cavallo del bianco · e2 pedone del nero · h2 pedone del bianco · c1 donna del bianco · g1 cavallo del nero · h1 alfiere del bianco | b8 re del bianco · c7 cavallo del bianco · e7 torre del bianco · d6 alfiere del nero · g6 pedone del nero · h6 cavallo del nero · b5 pedone del nero · g5 pedone del nero · b4 torre del nero · f4 re del nero · g4 pedone del nero · b3 pedone del nero · e3 cavallo del bianco · e2 pedone del nero · h2 pedone del bianco · c1 donna del bianco · g1 cavallo del nero · h1 alfiere del bianco | b8 re del bianco · c7 cavallo del bianco · e7 torre del bianco · d6 alfiere del nero · g6 pedone del nero · h6 cavallo del nero · b5 pedone del nero · g5 pedone del nero · b4 torre del nero · f4 re del nero · g4 pedone del nero · b3 pedone del nero · e3 cavallo del bianco · e2 pedone del nero · h2 pedone del bianco · c1 donna del bianco · g1 cavallo del nero · h1 alfiere del bianco | b8 re del bianco · c7 cavallo del bianco · e7 torre del bianco · d6 alfiere del nero · g6 pedone del nero · h6 cavallo del nero · b5 pedone del nero · g5 pedone del nero · b4 torre del nero · f4 re del nero · g4 pedone del nero · b3 pedone del nero · e3 cavallo del bianco · e2 pedone del nero · h2 pedone del bianco · c1 donna del bianco · g1 cavallo del nero · h1 alfiere del bianco | b8 re del bianco · c7 cavallo del bianco · e7 torre del bianco · d6 alfiere del nero · g6 pedone del nero · h6 cavallo del nero · b5 pedone del nero · g5 pedone del nero · b4 torre del nero · f4 re del nero · g4 pedone del nero · b3 pedone del nero · e3 cavallo del bianco · e2 pedone del nero · h2 pedone del bianco · c1 donna del bianco · g1 cavallo del nero · h1 alfiere del bianco | 8 |
| 7 | b8 re del bianco · c7 cavallo del bianco · e7 torre del bianco · d6 alfiere del nero · g6 pedone del nero · h6 cavallo del nero · b5 pedone del nero · g5 pedone del nero · b4 torre del nero · f4 re del nero · g4 pedone del nero · b3 pedone del nero · e3 cavallo del bianco · e2 pedone del nero · h2 pedone del bianco · c1 donna del bianco · g1 cavallo del nero · h1 alfiere del bianco | b8 re del bianco · c7 cavallo del bianco · e7 torre del bianco · d6 alfiere del nero · g6 pedone del nero · h6 cavallo del nero · b5 pedone del nero · g5 pedone del nero · b4 torre del nero · f4 re del nero · g4 pedone del nero · b3 pedone del nero · e3 cavallo del bianco · e2 pedone del nero · h2 pedone del bianco · c1 donna del bianco · g1 cavallo del nero · h1 alfiere del bianco | b8 re del bianco · c7 cavallo del bianco · e7 torre del bianco · d6 alfiere del nero · g6 pedone del nero · h6 cavallo del nero · b5 pedone del nero · g5 pedone del nero · b4 torre del nero · f4 re del nero · g4 pedone del nero · b3 pedone del nero · e3 cavallo del bianco · e2 pedone del nero · h2 pedone del bianco · c1 donna del bianco · g1 cavallo del nero · h1 alfiere del bianco | b8 re del bianco · c7 cavallo del bianco · e7 torre del bianco · d6 alfiere del nero · g6 pedone del nero · h6 cavallo del nero · b5 pedone del nero · g5 pedone del nero · b4 torre del nero · f4 re del nero · g4 pedone del nero · b3 pedone del nero · e3 cavallo del bianco · e2 pedone del nero · h2 pedone del bianco · c1 donna del bianco · g1 cavallo del nero · h1 alfiere del bianco | b8 re del bianco · c7 cavallo del bianco · e7 torre del bianco · d6 alfiere del nero · g6 pedone del nero · h6 cavallo del nero · b5 pedone del nero · g5 pedone del nero · b4 torre del nero · f4 re del nero · g4 pedone del nero · b3 pedone del nero · e3 cavallo del bianco · e2 pedone del nero · h2 pedone del bianco · c1 donna del bianco · g1 cavallo del nero · h1 alfiere del bianco | b8 re del bianco · c7 cavallo del bianco · e7 torre del bianco · d6 alfiere del nero · g6 pedone del nero · h6 cavallo del nero · b5 pedone del nero · g5 pedone del nero · b4 torre del nero · f4 re del nero · g4 pedone del nero · b3 pedone del nero · e3 cavallo del bianco · e2 pedone del nero · h2 pedone del bianco · c1 donna del bianco · g1 cavallo del nero · h1 alfiere del bianco | b8 re del bianco · c7 cavallo del bianco · e7 torre del bianco · d6 alfiere del nero · g6 pedone del nero · h6 cavallo del nero · b5 pedone del nero · g5 pedone del nero · b4 torre del nero · f4 re del nero · g4 pedone del nero · b3 pedone del nero · e3 cavallo del bianco · e2 pedone del nero · h2 pedone del bianco · c1 donna del bianco · g1 cavallo del nero · h1 alfiere del bianco | b8 re del bianco · c7 cavallo del bianco · e7 torre del bianco · d6 alfiere del nero · g6 pedone del nero · h6 cavallo del nero · b5 pedone del nero · g5 pedone del nero · b4 torre del nero · f4 re del nero · g4 pedone del nero · b3 pedone del nero · e3 cavallo del bianco · e2 pedone del nero · h2 pedone del bianco · c1 donna del bianco · g1 cavallo del nero · h1 alfiere del bianco | 7 |
| 6 | b8 re del bianco · c7 cavallo del bianco · e7 torre del bianco · d6 alfiere del nero · g6 pedone del nero · h6 cavallo del nero · b5 pedone del nero · g5 pedone del nero · b4 torre del nero · f4 re del nero · g4 pedone del nero · b3 pedone del nero · e3 cavallo del bianco · e2 pedone del nero · h2 pedone del bianco · c1 donna del bianco · g1 cavallo del nero · h1 alfiere del bianco | b8 re del bianco · c7 cavallo del bianco · e7 torre del bianco · d6 alfiere del nero · g6 pedone del nero · h6 cavallo del nero · b5 pedone del nero · g5 pedone del nero · b4 torre del nero · f4 re del nero · g4 pedone del nero · b3 pedone del nero · e3 cavallo del bianco · e2 pedone del nero · h2 pedone del bianco · c1 donna del bianco · g1 cavallo del nero · h1 alfiere del bianco | b8 re del bianco · c7 cavallo del bianco · e7 torre del bianco · d6 alfiere del nero · g6 pedone del nero · h6 cavallo del nero · b5 pedone del nero · g5 pedone del nero · b4 torre del nero · f4 re del nero · g4 pedone del nero · b3 pedone del nero · e3 cavallo del bianco · e2 pedone del nero · h2 pedone del bianco · c1 donna del bianco · g1 cavallo del nero · h1 alfiere del bianco | b8 re del bianco · c7 cavallo del bianco · e7 torre del bianco · d6 alfiere del nero · g6 pedone del nero · h6 cavallo del nero · b5 pedone del nero · g5 pedone del nero · b4 torre del nero · f4 re del nero · g4 pedone del nero · b3 pedone del nero · e3 cavallo del bianco · e2 pedone del nero · h2 pedone del bianco · c1 donna del bianco · g1 cavallo del nero · h1 alfiere del bianco | b8 re del bianco · c7 cavallo del bianco · e7 torre del bianco · d6 alfiere del nero · g6 pedone del nero · h6 cavallo del nero · b5 pedone del nero · g5 pedone del nero · b4 torre del nero · f4 re del nero · g4 pedone del nero · b3 pedone del nero · e3 cavallo del bianco · e2 pedone del nero · h2 pedone del bianco · c1 donna del bianco · g1 cavallo del nero · h1 alfiere del bianco | b8 re del bianco · c7 cavallo del bianco · e7 torre del bianco · d6 alfiere del nero · g6 pedone del nero · h6 cavallo del nero · b5 pedone del nero · g5 pedone del nero · b4 torre del nero · f4 re del nero · g4 pedone del nero · b3 pedone del nero · e3 cavallo del bianco · e2 pedone del nero · h2 pedone del bianco · c1 donna del bianco · g1 cavallo del nero · h1 alfiere del bianco | b8 re del bianco · c7 cavallo del bianco · e7 torre del bianco · d6 alfiere del nero · g6 pedone del nero · h6 cavallo del nero · b5 pedone del nero · g5 pedone del nero · b4 torre del nero · f4 re del nero · g4 pedone del nero · b3 pedone del nero · e3 cavallo del bianco · e2 pedone del nero · h2 pedone del bianco · c1 donna del bianco · g1 cavallo del nero · h1 alfiere del bianco | b8 re del bianco · c7 cavallo del bianco · e7 torre del bianco · d6 alfiere del nero · g6 pedone del nero · h6 cavallo del nero · b5 pedone del nero · g5 pedone del nero · b4 torre del nero · f4 re del nero · g4 pedone del nero · b3 pedone del nero · e3 cavallo del bianco · e2 pedone del nero · h2 pedone del bianco · c1 donna del bianco · g1 cavallo del nero · h1 alfiere del bianco | 6 |
| 5 | b8 re del bianco · c7 cavallo del bianco · e7 torre del bianco · d6 alfiere del nero · g6 pedone del nero · h6 cavallo del nero · b5 pedone del nero · g5 pedone del nero · b4 torre del nero · f4 re del nero · g4 pedone del nero · b3 pedone del nero · e3 cavallo del bianco · e2 pedone del nero · h2 pedone del bianco · c1 donna del bianco · g1 cavallo del nero · h1 alfiere del bianco | b8 re del bianco · c7 cavallo del bianco · e7 torre del bianco · d6 alfiere del nero · g6 pedone del nero · h6 cavallo del nero · b5 pedone del nero · g5 pedone del nero · b4 torre del nero · f4 re del nero · g4 pedone del nero · b3 pedone del nero · e3 cavallo del bianco · e2 pedone del nero · h2 pedone del bianco · c1 donna del bianco · g1 cavallo del nero · h1 alfiere del bianco | b8 re del bianco · c7 cavallo del bianco · e7 torre del bianco · d6 alfiere del nero · g6 pedone del nero · h6 cavallo del nero · b5 pedone del nero · g5 pedone del nero · b4 torre del nero · f4 re del nero · g4 pedone del nero · b3 pedone del nero · e3 cavallo del bianco · e2 pedone del nero · h2 pedone del bianco · c1 donna del bianco · g1 cavallo del nero · h1 alfiere del bianco | b8 re del bianco · c7 cavallo del bianco · e7 torre del bianco · d6 alfiere del nero · g6 pedone del nero · h6 cavallo del nero · b5 pedone del nero · g5 pedone del nero · b4 torre del nero · f4 re del nero · g4 pedone del nero · b3 pedone del nero · e3 cavallo del bianco · e2 pedone del nero · h2 pedone del bianco · c1 donna del bianco · g1 cavallo del nero · h1 alfiere del bianco | b8 re del bianco · c7 cavallo del bianco · e7 torre del bianco · d6 alfiere del nero · g6 pedone del nero · h6 cavallo del nero · b5 pedone del nero · g5 pedone del nero · b4 torre del nero · f4 re del nero · g4 pedone del nero · b3 pedone del nero · e3 cavallo del bianco · e2 pedone del nero · h2 pedone del bianco · c1 donna del bianco · g1 cavallo del nero · h1 alfiere del bianco | b8 re del bianco · c7 cavallo del bianco · e7 torre del bianco · d6 alfiere del nero · g6 pedone del nero · h6 cavallo del nero · b5 pedone del nero · g5 pedone del nero · b4 torre del nero · f4 re del nero · g4 pedone del nero · b3 pedone del nero · e3 cavallo del bianco · e2 pedone del nero · h2 pedone del bianco · c1 donna del bianco · g1 cavallo del nero · h1 alfiere del bianco | b8 re del bianco · c7 cavallo del bianco · e7 torre del bianco · d6 alfiere del nero · g6 pedone del nero · h6 cavallo del nero · b5 pedone del nero · g5 pedone del nero · b4 torre del nero · f4 re del nero · g4 pedone del nero · b3 pedone del nero · e3 cavallo del bianco · e2 pedone del nero · h2 pedone del bianco · c1 donna del bianco · g1 cavallo del nero · h1 alfiere del bianco | b8 re del bianco · c7 cavallo del bianco · e7 torre del bianco · d6 alfiere del nero · g6 pedone del nero · h6 cavallo del nero · b5 pedone del nero · g5 pedone del nero · b4 torre del nero · f4 re del nero · g4 pedone del nero · b3 pedone del nero · e3 cavallo del bianco · e2 pedone del nero · h2 pedone del bianco · c1 donna del bianco · g1 cavallo del nero · h1 alfiere del bianco | 5 |
| 4 | b8 re del bianco · c7 cavallo del bianco · e7 torre del bianco · d6 alfiere del nero · g6 pedone del nero · h6 cavallo del nero · b5 pedone del nero · g5 pedone del nero · b4 torre del nero · f4 re del nero · g4 pedone del nero · b3 pedone del nero · e3 cavallo del bianco · e2 pedone del nero · h2 pedone del bianco · c1 donna del bianco · g1 cavallo del nero · h1 alfiere del bianco | b8 re del bianco · c7 cavallo del bianco · e7 torre del bianco · d6 alfiere del nero · g6 pedone del nero · h6 cavallo del nero · b5 pedone del nero · g5 pedone del nero · b4 torre del nero · f4 re del nero · g4 pedone del nero · b3 pedone del nero · e3 cavallo del bianco · e2 pedone del nero · h2 pedone del bianco · c1 donna del bianco · g1 cavallo del nero · h1 alfiere del bianco | b8 re del bianco · c7 cavallo del bianco · e7 torre del bianco · d6 alfiere del nero · g6 pedone del nero · h6 cavallo del nero · b5 pedone del nero · g5 pedone del nero · b4 torre del nero · f4 re del nero · g4 pedone del nero · b3 pedone del nero · e3 cavallo del bianco · e2 pedone del nero · h2 pedone del bianco · c1 donna del bianco · g1 cavallo del nero · h1 alfiere del bianco | b8 re del bianco · c7 cavallo del bianco · e7 torre del bianco · d6 alfiere del nero · g6 pedone del nero · h6 cavallo del nero · b5 pedone del nero · g5 pedone del nero · b4 torre del nero · f4 re del nero · g4 pedone del nero · b3 pedone del nero · e3 cavallo del bianco · e2 pedone del nero · h2 pedone del bianco · c1 donna del bianco · g1 cavallo del nero · h1 alfiere del bianco | b8 re del bianco · c7 cavallo del bianco · e7 torre del bianco · d6 alfiere del nero · g6 pedone del nero · h6 cavallo del nero · b5 pedone del nero · g5 pedone del nero · b4 torre del nero · f4 re del nero · g4 pedone del nero · b3 pedone del nero · e3 cavallo del bianco · e2 pedone del nero · h2 pedone del bianco · c1 donna del bianco · g1 cavallo del nero · h1 alfiere del bianco | b8 re del bianco · c7 cavallo del bianco · e7 torre del bianco · d6 alfiere del nero · g6 pedone del nero · h6 cavallo del nero · b5 pedone del nero · g5 pedone del nero · b4 torre del nero · f4 re del nero · g4 pedone del nero · b3 pedone del nero · e3 cavallo del bianco · e2 pedone del nero · h2 pedone del bianco · c1 donna del bianco · g1 cavallo del nero · h1 alfiere del bianco | b8 re del bianco · c7 cavallo del bianco · e7 torre del bianco · d6 alfiere del nero · g6 pedone del nero · h6 cavallo del nero · b5 pedone del nero · g5 pedone del nero · b4 torre del nero · f4 re del nero · g4 pedone del nero · b3 pedone del nero · e3 cavallo del bianco · e2 pedone del nero · h2 pedone del bianco · c1 donna del bianco · g1 cavallo del nero · h1 alfiere del bianco | b8 re del bianco · c7 cavallo del bianco · e7 torre del bianco · d6 alfiere del nero · g6 pedone del nero · h6 cavallo del nero · b5 pedone del nero · g5 pedone del nero · b4 torre del nero · f4 re del nero · g4 pedone del nero · b3 pedone del nero · e3 cavallo del bianco · e2 pedone del nero · h2 pedone del bianco · c1 donna del bianco · g1 cavallo del nero · h1 alfiere del bianco | 4 |
| 3 | b8 re del bianco · c7 cavallo del bianco · e7 torre del bianco · d6 alfiere del nero · g6 pedone del nero · h6 cavallo del nero · b5 pedone del nero · g5 pedone del nero · b4 torre del nero · f4 re del nero · g4 pedone del nero · b3 pedone del nero · e3 cavallo del bianco · e2 pedone del nero · h2 pedone del bianco · c1 donna del bianco · g1 cavallo del nero · h1 alfiere del bianco | b8 re del bianco · c7 cavallo del bianco · e7 torre del bianco · d6 alfiere del nero · g6 pedone del nero · h6 cavallo del nero · b5 pedone del nero · g5 pedone del nero · b4 torre del nero · f4 re del nero · g4 pedone del nero · b3 pedone del nero · e3 cavallo del bianco · e2 pedone del nero · h2 pedone del bianco · c1 donna del bianco · g1 cavallo del nero · h1 alfiere del bianco | b8 re del bianco · c7 cavallo del bianco · e7 torre del bianco · d6 alfiere del nero · g6 pedone del nero · h6 cavallo del nero · b5 pedone del nero · g5 pedone del nero · b4 torre del nero · f4 re del nero · g4 pedone del nero · b3 pedone del nero · e3 cavallo del bianco · e2 pedone del nero · h2 pedone del bianco · c1 donna del bianco · g1 cavallo del nero · h1 alfiere del bianco | b8 re del bianco · c7 cavallo del bianco · e7 torre del bianco · d6 alfiere del nero · g6 pedone del nero · h6 cavallo del nero · b5 pedone del nero · g5 pedone del nero · b4 torre del nero · f4 re del nero · g4 pedone del nero · b3 pedone del nero · e3 cavallo del bianco · e2 pedone del nero · h2 pedone del bianco · c1 donna del bianco · g1 cavallo del nero · h1 alfiere del bianco | b8 re del bianco · c7 cavallo del bianco · e7 torre del bianco · d6 alfiere del nero · g6 pedone del nero · h6 cavallo del nero · b5 pedone del nero · g5 pedone del nero · b4 torre del nero · f4 re del nero · g4 pedone del nero · b3 pedone del nero · e3 cavallo del bianco · e2 pedone del nero · h2 pedone del bianco · c1 donna del bianco · g1 cavallo del nero · h1 alfiere del bianco | b8 re del bianco · c7 cavallo del bianco · e7 torre del bianco · d6 alfiere del nero · g6 pedone del nero · h6 cavallo del nero · b5 pedone del nero · g5 pedone del nero · b4 torre del nero · f4 re del nero · g4 pedone del nero · b3 pedone del nero · e3 cavallo del bianco · e2 pedone del nero · h2 pedone del bianco · c1 donna del bianco · g1 cavallo del nero · h1 alfiere del bianco | b8 re del bianco · c7 cavallo del bianco · e7 torre del bianco · d6 alfiere del nero · g6 pedone del nero · h6 cavallo del nero · b5 pedone del nero · g5 pedone del nero · b4 torre del nero · f4 re del nero · g4 pedone del nero · b3 pedone del nero · e3 cavallo del bianco · e2 pedone del nero · h2 pedone del bianco · c1 donna del bianco · g1 cavallo del nero · h1 alfiere del bianco | b8 re del bianco · c7 cavallo del bianco · e7 torre del bianco · d6 alfiere del nero · g6 pedone del nero · h6 cavallo del nero · b5 pedone del nero · g5 pedone del nero · b4 torre del nero · f4 re del nero · g4 pedone del nero · b3 pedone del nero · e3 cavallo del bianco · e2 pedone del nero · h2 pedone del bianco · c1 donna del bianco · g1 cavallo del nero · h1 alfiere del bianco | 3 |
| 2 | b8 re del bianco · c7 cavallo del bianco · e7 torre del bianco · d6 alfiere del nero · g6 pedone del nero · h6 cavallo del nero · b5 pedone del nero · g5 pedone del nero · b4 torre del nero · f4 re del nero · g4 pedone del nero · b3 pedone del nero · e3 cavallo del bianco · e2 pedone del nero · h2 pedone del bianco · c1 donna del bianco · g1 cavallo del nero · h1 alfiere del bianco | b8 re del bianco · c7 cavallo del bianco · e7 torre del bianco · d6 alfiere del nero · g6 pedone del nero · h6 cavallo del nero · b5 pedone del nero · g5 pedone del nero · b4 torre del nero · f4 re del nero · g4 pedone del nero · b3 pedone del nero · e3 cavallo del bianco · e2 pedone del nero · h2 pedone del bianco · c1 donna del bianco · g1 cavallo del nero · h1 alfiere del bianco | b8 re del bianco · c7 cavallo del bianco · e7 torre del bianco · d6 alfiere del nero · g6 pedone del nero · h6 cavallo del nero · b5 pedone del nero · g5 pedone del nero · b4 torre del nero · f4 re del nero · g4 pedone del nero · b3 pedone del nero · e3 cavallo del bianco · e2 pedone del nero · h2 pedone del bianco · c1 donna del bianco · g1 cavallo del nero · h1 alfiere del bianco | b8 re del bianco · c7 cavallo del bianco · e7 torre del bianco · d6 alfiere del nero · g6 pedone del nero · h6 cavallo del nero · b5 pedone del nero · g5 pedone del nero · b4 torre del nero · f4 re del nero · g4 pedone del nero · b3 pedone del nero · e3 cavallo del bianco · e2 pedone del nero · h2 pedone del bianco · c1 donna del bianco · g1 cavallo del nero · h1 alfiere del bianco | b8 re del bianco · c7 cavallo del bianco · e7 torre del bianco · d6 alfiere del nero · g6 pedone del nero · h6 cavallo del nero · b5 pedone del nero · g5 pedone del nero · b4 torre del nero · f4 re del nero · g4 pedone del nero · b3 pedone del nero · e3 cavallo del bianco · e2 pedone del nero · h2 pedone del bianco · c1 donna del bianco · g1 cavallo del nero · h1 alfiere del bianco | b8 re del bianco · c7 cavallo del bianco · e7 torre del bianco · d6 alfiere del nero · g6 pedone del nero · h6 cavallo del nero · b5 pedone del nero · g5 pedone del nero · b4 torre del nero · f4 re del nero · g4 pedone del nero · b3 pedone del nero · e3 cavallo del bianco · e2 pedone del nero · h2 pedone del bianco · c1 donna del bianco · g1 cavallo del nero · h1 alfiere del bianco | b8 re del bianco · c7 cavallo del bianco · e7 torre del bianco · d6 alfiere del nero · g6 pedone del nero · h6 cavallo del nero · b5 pedone del nero · g5 pedone del nero · b4 torre del nero · f4 re del nero · g4 pedone del nero · b3 pedone del nero · e3 cavallo del bianco · e2 pedone del nero · h2 pedone del bianco · c1 donna del bianco · g1 cavallo del nero · h1 alfiere del bianco | b8 re del bianco · c7 cavallo del bianco · e7 torre del bianco · d6 alfiere del nero · g6 pedone del nero · h6 cavallo del nero · b5 pedone del nero · g5 pedone del nero · b4 torre del nero · f4 re del nero · g4 pedone del nero · b3 pedone del nero · e3 cavallo del bianco · e2 pedone del nero · h2 pedone del bianco · c1 donna del bianco · g1 cavallo del nero · h1 alfiere del bianco | 2 |
| 1 | b8 re del bianco · c7 cavallo del bianco · e7 torre del bianco · d6 alfiere del nero · g6 pedone del nero · h6 cavallo del nero · b5 pedone del nero · g5 pedone del nero · b4 torre del nero · f4 re del nero · g4 pedone del nero · b3 pedone del nero · e3 cavallo del bianco · e2 pedone del nero · h2 pedone del bianco · c1 donna del bianco · g1 cavallo del nero · h1 alfiere del bianco | b8 re del bianco · c7 cavallo del bianco · e7 torre del bianco · d6 alfiere del nero · g6 pedone del nero · h6 cavallo del nero · b5 pedone del nero · g5 pedone del nero · b4 torre del nero · f4 re del nero · g4 pedone del nero · b3 pedone del nero · e3 cavallo del bianco · e2 pedone del nero · h2 pedone del bianco · c1 donna del bianco · g1 cavallo del nero · h1 alfiere del bianco | b8 re del bianco · c7 cavallo del bianco · e7 torre del bianco · d6 alfiere del nero · g6 pedone del nero · h6 cavallo del nero · b5 pedone del nero · g5 pedone del nero · b4 torre del nero · f4 re del nero · g4 pedone del nero · b3 pedone del nero · e3 cavallo del bianco · e2 pedone del nero · h2 pedone del bianco · c1 donna del bianco · g1 cavallo del nero · h1 alfiere del bianco | b8 re del bianco · c7 cavallo del bianco · e7 torre del bianco · d6 alfiere del nero · g6 pedone del nero · h6 cavallo del nero · b5 pedone del nero · g5 pedone del nero · b4 torre del nero · f4 re del nero · g4 pedone del nero · b3 pedone del nero · e3 cavallo del bianco · e2 pedone del nero · h2 pedone del bianco · c1 donna del bianco · g1 cavallo del nero · h1 alfiere del bianco | b8 re del bianco · c7 cavallo del bianco · e7 torre del bianco · d6 alfiere del nero · g6 pedone del nero · h6 cavallo del nero · b5 pedone del nero · g5 pedone del nero · b4 torre del nero · f4 re del nero · g4 pedone del nero · b3 pedone del nero · e3 cavallo del bianco · e2 pedone del nero · h2 pedone del bianco · c1 donna del bianco · g1 cavallo del nero · h1 alfiere del bianco | b8 re del bianco · c7 cavallo del bianco · e7 torre del bianco · d6 alfiere del nero · g6 pedone del nero · h6 cavallo del nero · b5 pedone del nero · g5 pedone del nero · b4 torre del nero · f4 re del nero · g4 pedone del nero · b3 pedone del nero · e3 cavallo del bianco · e2 pedone del nero · h2 pedone del bianco · c1 donna del bianco · g1 cavallo del nero · h1 alfiere del bianco | b8 re del bianco · c7 cavallo del bianco · e7 torre del bianco · d6 alfiere del nero · g6 pedone del nero · h6 cavallo del nero · b5 pedone del nero · g5 pedone del nero · b4 torre del nero · f4 re del nero · g4 pedone del nero · b3 pedone del nero · e3 cavallo del bianco · e2 pedone del nero · h2 pedone del bianco · c1 donna del bianco · g1 cavallo del nero · h1 alfiere del bianco | b8 re del bianco · c7 cavallo del bianco · e7 torre del bianco · d6 alfiere del nero · g6 pedone del nero · h6 cavallo del nero · b5 pedone del nero · g5 pedone del nero · b4 torre del nero · f4 re del nero · g4 pedone del nero · b3 pedone del nero · e3 cavallo del bianco · e2 pedone del nero · h2 pedone del bianco · c1 donna del bianco · g1 cavallo del nero · h1 alfiere del bianco | 1 |
|   | a | b | c | d | e | f | g | h |   |

Soluzione:
1. Dc5!  (min. 2. Dxd6#) 
 
1... Axc5  2. Ccd5# 

1... Axc7+  2. Dxc7# 

1... Cf5  2. Cd5# 
 
1... Cf7  2. Txf7# 
 
1... Ae5  2. Dxe5# 
 
1... Axe7  2. Ce6# 

|   | a | b | c | d | e | f | g | h |   |
| 8 | b8 alfiere del nero · h8 cavallo del nero · a7 torre del nero · b7 pedone del nero · h7 re del bianco · a6 pedone del nero · b6 pedone del nero · f6 pedone del nero · h6 donna del bianco · e5 re del nero · f4 cavallo del bianco · g4 pedone del bianco · d3 alfiere del bianco · f3 pedone del nero · c2 torre del bianco | b8 alfiere del nero · h8 cavallo del nero · a7 torre del nero · b7 pedone del nero · h7 re del bianco · a6 pedone del nero · b6 pedone del nero · f6 pedone del nero · h6 donna del bianco · e5 re del nero · f4 cavallo del bianco · g4 pedone del bianco · d3 alfiere del bianco · f3 pedone del nero · c2 torre del bianco | b8 alfiere del nero · h8 cavallo del nero · a7 torre del nero · b7 pedone del nero · h7 re del bianco · a6 pedone del nero · b6 pedone del nero · f6 pedone del nero · h6 donna del bianco · e5 re del nero · f4 cavallo del bianco · g4 pedone del bianco · d3 alfiere del bianco · f3 pedone del nero · c2 torre del bianco | b8 alfiere del nero · h8 cavallo del nero · a7 torre del nero · b7 pedone del nero · h7 re del bianco · a6 pedone del nero · b6 pedone del nero · f6 pedone del nero · h6 donna del bianco · e5 re del nero · f4 cavallo del bianco · g4 pedone del bianco · d3 alfiere del bianco · f3 pedone del nero · c2 torre del bianco | b8 alfiere del nero · h8 cavallo del nero · a7 torre del nero · b7 pedone del nero · h7 re del bianco · a6 pedone del nero · b6 pedone del nero · f6 pedone del nero · h6 donna del bianco · e5 re del nero · f4 cavallo del bianco · g4 pedone del bianco · d3 alfiere del bianco · f3 pedone del nero · c2 torre del bianco | b8 alfiere del nero · h8 cavallo del nero · a7 torre del nero · b7 pedone del nero · h7 re del bianco · a6 pedone del nero · b6 pedone del nero · f6 pedone del nero · h6 donna del bianco · e5 re del nero · f4 cavallo del bianco · g4 pedone del bianco · d3 alfiere del bianco · f3 pedone del nero · c2 torre del bianco | b8 alfiere del nero · h8 cavallo del nero · a7 torre del nero · b7 pedone del nero · h7 re del bianco · a6 pedone del nero · b6 pedone del nero · f6 pedone del nero · h6 donna del bianco · e5 re del nero · f4 cavallo del bianco · g4 pedone del bianco · d3 alfiere del bianco · f3 pedone del nero · c2 torre del bianco | b8 alfiere del nero · h8 cavallo del nero · a7 torre del nero · b7 pedone del nero · h7 re del bianco · a6 pedone del nero · b6 pedone del nero · f6 pedone del nero · h6 donna del bianco · e5 re del nero · f4 cavallo del bianco · g4 pedone del bianco · d3 alfiere del bianco · f3 pedone del nero · c2 torre del bianco | 8 |
| 7 | b8 alfiere del nero · h8 cavallo del nero · a7 torre del nero · b7 pedone del nero · h7 re del bianco · a6 pedone del nero · b6 pedone del nero · f6 pedone del nero · h6 donna del bianco · e5 re del nero · f4 cavallo del bianco · g4 pedone del bianco · d3 alfiere del bianco · f3 pedone del nero · c2 torre del bianco | b8 alfiere del nero · h8 cavallo del nero · a7 torre del nero · b7 pedone del nero · h7 re del bianco · a6 pedone del nero · b6 pedone del nero · f6 pedone del nero · h6 donna del bianco · e5 re del nero · f4 cavallo del bianco · g4 pedone del bianco · d3 alfiere del bianco · f3 pedone del nero · c2 torre del bianco | b8 alfiere del nero · h8 cavallo del nero · a7 torre del nero · b7 pedone del nero · h7 re del bianco · a6 pedone del nero · b6 pedone del nero · f6 pedone del nero · h6 donna del bianco · e5 re del nero · f4 cavallo del bianco · g4 pedone del bianco · d3 alfiere del bianco · f3 pedone del nero · c2 torre del bianco | b8 alfiere del nero · h8 cavallo del nero · a7 torre del nero · b7 pedone del nero · h7 re del bianco · a6 pedone del nero · b6 pedone del nero · f6 pedone del nero · h6 donna del bianco · e5 re del nero · f4 cavallo del bianco · g4 pedone del bianco · d3 alfiere del bianco · f3 pedone del nero · c2 torre del bianco | b8 alfiere del nero · h8 cavallo del nero · a7 torre del nero · b7 pedone del nero · h7 re del bianco · a6 pedone del nero · b6 pedone del nero · f6 pedone del nero · h6 donna del bianco · e5 re del nero · f4 cavallo del bianco · g4 pedone del bianco · d3 alfiere del bianco · f3 pedone del nero · c2 torre del bianco | b8 alfiere del nero · h8 cavallo del nero · a7 torre del nero · b7 pedone del nero · h7 re del bianco · a6 pedone del nero · b6 pedone del nero · f6 pedone del nero · h6 donna del bianco · e5 re del nero · f4 cavallo del bianco · g4 pedone del bianco · d3 alfiere del bianco · f3 pedone del nero · c2 torre del bianco | b8 alfiere del nero · h8 cavallo del nero · a7 torre del nero · b7 pedone del nero · h7 re del bianco · a6 pedone del nero · b6 pedone del nero · f6 pedone del nero · h6 donna del bianco · e5 re del nero · f4 cavallo del bianco · g4 pedone del bianco · d3 alfiere del bianco · f3 pedone del nero · c2 torre del bianco | b8 alfiere del nero · h8 cavallo del nero · a7 torre del nero · b7 pedone del nero · h7 re del bianco · a6 pedone del nero · b6 pedone del nero · f6 pedone del nero · h6 donna del bianco · e5 re del nero · f4 cavallo del bianco · g4 pedone del bianco · d3 alfiere del bianco · f3 pedone del nero · c2 torre del bianco | 7 |
| 6 | b8 alfiere del nero · h8 cavallo del nero · a7 torre del nero · b7 pedone del nero · h7 re del bianco · a6 pedone del nero · b6 pedone del nero · f6 pedone del nero · h6 donna del bianco · e5 re del nero · f4 cavallo del bianco · g4 pedone del bianco · d3 alfiere del bianco · f3 pedone del nero · c2 torre del bianco | b8 alfiere del nero · h8 cavallo del nero · a7 torre del nero · b7 pedone del nero · h7 re del bianco · a6 pedone del nero · b6 pedone del nero · f6 pedone del nero · h6 donna del bianco · e5 re del nero · f4 cavallo del bianco · g4 pedone del bianco · d3 alfiere del bianco · f3 pedone del nero · c2 torre del bianco | b8 alfiere del nero · h8 cavallo del nero · a7 torre del nero · b7 pedone del nero · h7 re del bianco · a6 pedone del nero · b6 pedone del nero · f6 pedone del nero · h6 donna del bianco · e5 re del nero · f4 cavallo del bianco · g4 pedone del bianco · d3 alfiere del bianco · f3 pedone del nero · c2 torre del bianco | b8 alfiere del nero · h8 cavallo del nero · a7 torre del nero · b7 pedone del nero · h7 re del bianco · a6 pedone del nero · b6 pedone del nero · f6 pedone del nero · h6 donna del bianco · e5 re del nero · f4 cavallo del bianco · g4 pedone del bianco · d3 alfiere del bianco · f3 pedone del nero · c2 torre del bianco | b8 alfiere del nero · h8 cavallo del nero · a7 torre del nero · b7 pedone del nero · h7 re del bianco · a6 pedone del nero · b6 pedone del nero · f6 pedone del nero · h6 donna del bianco · e5 re del nero · f4 cavallo del bianco · g4 pedone del bianco · d3 alfiere del bianco · f3 pedone del nero · c2 torre del bianco | b8 alfiere del nero · h8 cavallo del nero · a7 torre del nero · b7 pedone del nero · h7 re del bianco · a6 pedone del nero · b6 pedone del nero · f6 pedone del nero · h6 donna del bianco · e5 re del nero · f4 cavallo del bianco · g4 pedone del bianco · d3 alfiere del bianco · f3 pedone del nero · c2 torre del bianco | b8 alfiere del nero · h8 cavallo del nero · a7 torre del nero · b7 pedone del nero · h7 re del bianco · a6 pedone del nero · b6 pedone del nero · f6 pedone del nero · h6 donna del bianco · e5 re del nero · f4 cavallo del bianco · g4 pedone del bianco · d3 alfiere del bianco · f3 pedone del nero · c2 torre del bianco | b8 alfiere del nero · h8 cavallo del nero · a7 torre del nero · b7 pedone del nero · h7 re del bianco · a6 pedone del nero · b6 pedone del nero · f6 pedone del nero · h6 donna del bianco · e5 re del nero · f4 cavallo del bianco · g4 pedone del bianco · d3 alfiere del bianco · f3 pedone del nero · c2 torre del bianco | 6 |
| 5 | b8 alfiere del nero · h8 cavallo del nero · a7 torre del nero · b7 pedone del nero · h7 re del bianco · a6 pedone del nero · b6 pedone del nero · f6 pedone del nero · h6 donna del bianco · e5 re del nero · f4 cavallo del bianco · g4 pedone del bianco · d3 alfiere del bianco · f3 pedone del nero · c2 torre del bianco | b8 alfiere del nero · h8 cavallo del nero · a7 torre del nero · b7 pedone del nero · h7 re del bianco · a6 pedone del nero · b6 pedone del nero · f6 pedone del nero · h6 donna del bianco · e5 re del nero · f4 cavallo del bianco · g4 pedone del bianco · d3 alfiere del bianco · f3 pedone del nero · c2 torre del bianco | b8 alfiere del nero · h8 cavallo del nero · a7 torre del nero · b7 pedone del nero · h7 re del bianco · a6 pedone del nero · b6 pedone del nero · f6 pedone del nero · h6 donna del bianco · e5 re del nero · f4 cavallo del bianco · g4 pedone del bianco · d3 alfiere del bianco · f3 pedone del nero · c2 torre del bianco | b8 alfiere del nero · h8 cavallo del nero · a7 torre del nero · b7 pedone del nero · h7 re del bianco · a6 pedone del nero · b6 pedone del nero · f6 pedone del nero · h6 donna del bianco · e5 re del nero · f4 cavallo del bianco · g4 pedone del bianco · d3 alfiere del bianco · f3 pedone del nero · c2 torre del bianco | b8 alfiere del nero · h8 cavallo del nero · a7 torre del nero · b7 pedone del nero · h7 re del bianco · a6 pedone del nero · b6 pedone del nero · f6 pedone del nero · h6 donna del bianco · e5 re del nero · f4 cavallo del bianco · g4 pedone del bianco · d3 alfiere del bianco · f3 pedone del nero · c2 torre del bianco | b8 alfiere del nero · h8 cavallo del nero · a7 torre del nero · b7 pedone del nero · h7 re del bianco · a6 pedone del nero · b6 pedone del nero · f6 pedone del nero · h6 donna del bianco · e5 re del nero · f4 cavallo del bianco · g4 pedone del bianco · d3 alfiere del bianco · f3 pedone del nero · c2 torre del bianco | b8 alfiere del nero · h8 cavallo del nero · a7 torre del nero · b7 pedone del nero · h7 re del bianco · a6 pedone del nero · b6 pedone del nero · f6 pedone del nero · h6 donna del bianco · e5 re del nero · f4 cavallo del bianco · g4 pedone del bianco · d3 alfiere del bianco · f3 pedone del nero · c2 torre del bianco | b8 alfiere del nero · h8 cavallo del nero · a7 torre del nero · b7 pedone del nero · h7 re del bianco · a6 pedone del nero · b6 pedone del nero · f6 pedone del nero · h6 donna del bianco · e5 re del nero · f4 cavallo del bianco · g4 pedone del bianco · d3 alfiere del bianco · f3 pedone del nero · c2 torre del bianco | 5 |
| 4 | b8 alfiere del nero · h8 cavallo del nero · a7 torre del nero · b7 pedone del nero · h7 re del bianco · a6 pedone del nero · b6 pedone del nero · f6 pedone del nero · h6 donna del bianco · e5 re del nero · f4 cavallo del bianco · g4 pedone del bianco · d3 alfiere del bianco · f3 pedone del nero · c2 torre del bianco | b8 alfiere del nero · h8 cavallo del nero · a7 torre del nero · b7 pedone del nero · h7 re del bianco · a6 pedone del nero · b6 pedone del nero · f6 pedone del nero · h6 donna del bianco · e5 re del nero · f4 cavallo del bianco · g4 pedone del bianco · d3 alfiere del bianco · f3 pedone del nero · c2 torre del bianco | b8 alfiere del nero · h8 cavallo del nero · a7 torre del nero · b7 pedone del nero · h7 re del bianco · a6 pedone del nero · b6 pedone del nero · f6 pedone del nero · h6 donna del bianco · e5 re del nero · f4 cavallo del bianco · g4 pedone del bianco · d3 alfiere del bianco · f3 pedone del nero · c2 torre del bianco | b8 alfiere del nero · h8 cavallo del nero · a7 torre del nero · b7 pedone del nero · h7 re del bianco · a6 pedone del nero · b6 pedone del nero · f6 pedone del nero · h6 donna del bianco · e5 re del nero · f4 cavallo del bianco · g4 pedone del bianco · d3 alfiere del bianco · f3 pedone del nero · c2 torre del bianco | b8 alfiere del nero · h8 cavallo del nero · a7 torre del nero · b7 pedone del nero · h7 re del bianco · a6 pedone del nero · b6 pedone del nero · f6 pedone del nero · h6 donna del bianco · e5 re del nero · f4 cavallo del bianco · g4 pedone del bianco · d3 alfiere del bianco · f3 pedone del nero · c2 torre del bianco | b8 alfiere del nero · h8 cavallo del nero · a7 torre del nero · b7 pedone del nero · h7 re del bianco · a6 pedone del nero · b6 pedone del nero · f6 pedone del nero · h6 donna del bianco · e5 re del nero · f4 cavallo del bianco · g4 pedone del bianco · d3 alfiere del bianco · f3 pedone del nero · c2 torre del bianco | b8 alfiere del nero · h8 cavallo del nero · a7 torre del nero · b7 pedone del nero · h7 re del bianco · a6 pedone del nero · b6 pedone del nero · f6 pedone del nero · h6 donna del bianco · e5 re del nero · f4 cavallo del bianco · g4 pedone del bianco · d3 alfiere del bianco · f3 pedone del nero · c2 torre del bianco | b8 alfiere del nero · h8 cavallo del nero · a7 torre del nero · b7 pedone del nero · h7 re del bianco · a6 pedone del nero · b6 pedone del nero · f6 pedone del nero · h6 donna del bianco · e5 re del nero · f4 cavallo del bianco · g4 pedone del bianco · d3 alfiere del bianco · f3 pedone del nero · c2 torre del bianco | 4 |
| 3 | b8 alfiere del nero · h8 cavallo del nero · a7 torre del nero · b7 pedone del nero · h7 re del bianco · a6 pedone del nero · b6 pedone del nero · f6 pedone del nero · h6 donna del bianco · e5 re del nero · f4 cavallo del bianco · g4 pedone del bianco · d3 alfiere del bianco · f3 pedone del nero · c2 torre del bianco | b8 alfiere del nero · h8 cavallo del nero · a7 torre del nero · b7 pedone del nero · h7 re del bianco · a6 pedone del nero · b6 pedone del nero · f6 pedone del nero · h6 donna del bianco · e5 re del nero · f4 cavallo del bianco · g4 pedone del bianco · d3 alfiere del bianco · f3 pedone del nero · c2 torre del bianco | b8 alfiere del nero · h8 cavallo del nero · a7 torre del nero · b7 pedone del nero · h7 re del bianco · a6 pedone del nero · b6 pedone del nero · f6 pedone del nero · h6 donna del bianco · e5 re del nero · f4 cavallo del bianco · g4 pedone del bianco · d3 alfiere del bianco · f3 pedone del nero · c2 torre del bianco | b8 alfiere del nero · h8 cavallo del nero · a7 torre del nero · b7 pedone del nero · h7 re del bianco · a6 pedone del nero · b6 pedone del nero · f6 pedone del nero · h6 donna del bianco · e5 re del nero · f4 cavallo del bianco · g4 pedone del bianco · d3 alfiere del bianco · f3 pedone del nero · c2 torre del bianco | b8 alfiere del nero · h8 cavallo del nero · a7 torre del nero · b7 pedone del nero · h7 re del bianco · a6 pedone del nero · b6 pedone del nero · f6 pedone del nero · h6 donna del bianco · e5 re del nero · f4 cavallo del bianco · g4 pedone del bianco · d3 alfiere del bianco · f3 pedone del nero · c2 torre del bianco | b8 alfiere del nero · h8 cavallo del nero · a7 torre del nero · b7 pedone del nero · h7 re del bianco · a6 pedone del nero · b6 pedone del nero · f6 pedone del nero · h6 donna del bianco · e5 re del nero · f4 cavallo del bianco · g4 pedone del bianco · d3 alfiere del bianco · f3 pedone del nero · c2 torre del bianco | b8 alfiere del nero · h8 cavallo del nero · a7 torre del nero · b7 pedone del nero · h7 re del bianco · a6 pedone del nero · b6 pedone del nero · f6 pedone del nero · h6 donna del bianco · e5 re del nero · f4 cavallo del bianco · g4 pedone del bianco · d3 alfiere del bianco · f3 pedone del nero · c2 torre del bianco | b8 alfiere del nero · h8 cavallo del nero · a7 torre del nero · b7 pedone del nero · h7 re del bianco · a6 pedone del nero · b6 pedone del nero · f6 pedone del nero · h6 donna del bianco · e5 re del nero · f4 cavallo del bianco · g4 pedone del bianco · d3 alfiere del bianco · f3 pedone del nero · c2 torre del bianco | 3 |
| 2 | b8 alfiere del nero · h8 cavallo del nero · a7 torre del nero · b7 pedone del nero · h7 re del bianco · a6 pedone del nero · b6 pedone del nero · f6 pedone del nero · h6 donna del bianco · e5 re del nero · f4 cavallo del bianco · g4 pedone del bianco · d3 alfiere del bianco · f3 pedone del nero · c2 torre del bianco | b8 alfiere del nero · h8 cavallo del nero · a7 torre del nero · b7 pedone del nero · h7 re del bianco · a6 pedone del nero · b6 pedone del nero · f6 pedone del nero · h6 donna del bianco · e5 re del nero · f4 cavallo del bianco · g4 pedone del bianco · d3 alfiere del bianco · f3 pedone del nero · c2 torre del bianco | b8 alfiere del nero · h8 cavallo del nero · a7 torre del nero · b7 pedone del nero · h7 re del bianco · a6 pedone del nero · b6 pedone del nero · f6 pedone del nero · h6 donna del bianco · e5 re del nero · f4 cavallo del bianco · g4 pedone del bianco · d3 alfiere del bianco · f3 pedone del nero · c2 torre del bianco | b8 alfiere del nero · h8 cavallo del nero · a7 torre del nero · b7 pedone del nero · h7 re del bianco · a6 pedone del nero · b6 pedone del nero · f6 pedone del nero · h6 donna del bianco · e5 re del nero · f4 cavallo del bianco · g4 pedone del bianco · d3 alfiere del bianco · f3 pedone del nero · c2 torre del bianco | b8 alfiere del nero · h8 cavallo del nero · a7 torre del nero · b7 pedone del nero · h7 re del bianco · a6 pedone del nero · b6 pedone del nero · f6 pedone del nero · h6 donna del bianco · e5 re del nero · f4 cavallo del bianco · g4 pedone del bianco · d3 alfiere del bianco · f3 pedone del nero · c2 torre del bianco | b8 alfiere del nero · h8 cavallo del nero · a7 torre del nero · b7 pedone del nero · h7 re del bianco · a6 pedone del nero · b6 pedone del nero · f6 pedone del nero · h6 donna del bianco · e5 re del nero · f4 cavallo del bianco · g4 pedone del bianco · d3 alfiere del bianco · f3 pedone del nero · c2 torre del bianco | b8 alfiere del nero · h8 cavallo del nero · a7 torre del nero · b7 pedone del nero · h7 re del bianco · a6 pedone del nero · b6 pedone del nero · f6 pedone del nero · h6 donna del bianco · e5 re del nero · f4 cavallo del bianco · g4 pedone del bianco · d3 alfiere del bianco · f3 pedone del nero · c2 torre del bianco | b8 alfiere del nero · h8 cavallo del nero · a7 torre del nero · b7 pedone del nero · h7 re del bianco · a6 pedone del nero · b6 pedone del nero · f6 pedone del nero · h6 donna del bianco · e5 re del nero · f4 cavallo del bianco · g4 pedone del bianco · d3 alfiere del bianco · f3 pedone del nero · c2 torre del bianco | 2 |
| 1 | b8 alfiere del nero · h8 cavallo del nero · a7 torre del nero · b7 pedone del nero · h7 re del bianco · a6 pedone del nero · b6 pedone del nero · f6 pedone del nero · h6 donna del bianco · e5 re del nero · f4 cavallo del bianco · g4 pedone del bianco · d3 alfiere del bianco · f3 pedone del nero · c2 torre del bianco | b8 alfiere del nero · h8 cavallo del nero · a7 torre del nero · b7 pedone del nero · h7 re del bianco · a6 pedone del nero · b6 pedone del nero · f6 pedone del nero · h6 donna del bianco · e5 re del nero · f4 cavallo del bianco · g4 pedone del bianco · d3 alfiere del bianco · f3 pedone del nero · c2 torre del bianco | b8 alfiere del nero · h8 cavallo del nero · a7 torre del nero · b7 pedone del nero · h7 re del bianco · a6 pedone del nero · b6 pedone del nero · f6 pedone del nero · h6 donna del bianco · e5 re del nero · f4 cavallo del bianco · g4 pedone del bianco · d3 alfiere del bianco · f3 pedone del nero · c2 torre del bianco | b8 alfiere del nero · h8 cavallo del nero · a7 torre del nero · b7 pedone del nero · h7 re del bianco · a6 pedone del nero · b6 pedone del nero · f6 pedone del nero · h6 donna del bianco · e5 re del nero · f4 cavallo del bianco · g4 pedone del bianco · d3 alfiere del bianco · f3 pedone del nero · c2 torre del bianco | b8 alfiere del nero · h8 cavallo del nero · a7 torre del nero · b7 pedone del nero · h7 re del bianco · a6 pedone del nero · b6 pedone del nero · f6 pedone del nero · h6 donna del bianco · e5 re del nero · f4 cavallo del bianco · g4 pedone del bianco · d3 alfiere del bianco · f3 pedone del nero · c2 torre del bianco | b8 alfiere del nero · h8 cavallo del nero · a7 torre del nero · b7 pedone del nero · h7 re del bianco · a6 pedone del nero · b6 pedone del nero · f6 pedone del nero · h6 donna del bianco · e5 re del nero · f4 cavallo del bianco · g4 pedone del bianco · d3 alfiere del bianco · f3 pedone del nero · c2 torre del bianco | b8 alfiere del nero · h8 cavallo del nero · a7 torre del nero · b7 pedone del nero · h7 re del bianco · a6 pedone del nero · b6 pedone del nero · f6 pedone del nero · h6 donna del bianco · e5 re del nero · f4 cavallo del bianco · g4 pedone del bianco · d3 alfiere del bianco · f3 pedone del nero · c2 torre del bianco | b8 alfiere del nero · h8 cavallo del nero · a7 torre del nero · b7 pedone del nero · h7 re del bianco · a6 pedone del nero · b6 pedone del nero · f6 pedone del nero · h6 donna del bianco · e5 re del nero · f4 cavallo del bianco · g4 pedone del bianco · d3 alfiere del bianco · f3 pedone del nero · c2 torre del bianco | 1 |
|   | a | b | c | d | e | f | g | h |   |

Soluzione:
1. Af5!  (min. 2. Td2! e 3. Td5#) 

1... Rd4  2. Dxf6+ Re3  3. Cfd5# 

1... b5   2. Tc5+ Rd6  3. Df8#  

1... Cf7  2. Cg6+ Rd5  3. Dd2#  